# Juliusz Saturnin
Juliusz Saturnin (Sextus lub Gaius Iulius Saturninus) (? – zm. 280/281 w Apamei) – rzymski uzurpator; dowódca wojsk Probusa na Wschodzie, proklamowany cesarzem w wyniku lokalnej rebelii.

## Życie i działalność
Brak pewności co do jego rzeczywistego pochodzenia: mógł być pochodzenia galijskiego albo mauretańskiego . Według Flawiusza Wopiskusa otrzymał staranne wykształcenie – „w Afryce bowiem poświęcał się retoryce, a w Rzymie uczęszczał do szkół dla nauczycieli”.
W czasach Aureliana znany już jako wybitny wódz, któremu cesarz powierzył  pieczę nad wschodnią granicą cesarstwa wraz z tytułem dux limitis Orientalis. Najpewniej jego wysoki prestiż spowodował, iż cesarz zdecydowanie odseparował go od Egiptu, wciąż mającego niezwykłe znaczenie polityczne jako ważne źródło zaopatrzenia w żywność. 
Był zaufanym cesarza Probusa, który prawdopodobnie w 279  powierzył mu namiestnictwo Syrii, m.in. z zadaniem odbudowania zniszczonej przez trzęsienie ziemi Antiochii  (por. Euzebiusz z Cezarei, Kronika I, 723). Przypuszczalnie po odejściu Probusa z Bliskiego Wschodu do Europy, na granicę nadreńską, został przez niespokojne elementy w Aleksandrii (cywilów i wojsko) ogłoszony cesarzem. Nie chcąc okazać nielojalności wobec Probusa, uszedł z Aleksandrii do Palestyny. Jednakże po pewnym czasie (zapewne w 280 lub 281), wobec przymusowej dłuższej obecności cesarza w Galii i jego zaabsorbowania tamtejszymi wydarzeniami (bunty Prokulusa i Bonosusa) – jako namiestnika obszaru syryjskiego żołnierze powtórnie (przypuszczalnie w szczególnej sytuacji) obwołali go cesarzem. Choć początkowo wzbraniał się przed tym, w końcu (być może dla osobistego bezpieczeństwa) uległ godząc się przyjąć tytuł augusta.
Nieznany jest rzeczywisty zasięg jego władzy – źródło mówi ogólnie o zagarnięciu władzy na Wschodzie. Ostatecznie oblężony przez wojska Probusa w Apamei, został tam zamordowany przez własnych żołnierzy .
Jego tożsamość i uzurpację wiarygodnie poświadcza złoty aureus typu Victoriae Aug[ugusti] (charakterystycznego dla uzurpatorów III wieku).
Nie należy go mylić z Saturninem – uzurpatorem z czasów Galiena, wymienianym przez Historia Augusta (Trzydziestu pretendentów 23) jako „optimus ducum Gallieni temporis”.